# Strobilanthes heterochroa
Strobilanthes heterochroa är en akantusväxtart som beskrevs av Hand.-mazz.. Strobilanthes heterochroa ingår i släktet Strobilanthes och familjen akantusväxter. Inga underarter finns listade i Catalogue of Life.